# بایراملی (یولاخ)
بایراملی به لاتین: Bayramly) منطقه‌ای مسکونی در جمهوری آذربایجان است که در شهرستان یولاخ واقع شده است.